# Chùa Hàm Long
Chùa Hàm Long (chữ Hán: 寺含龍) hay Long Hạm tự (chữ Hán: 龍頷寺) là một ngôi chùa cổ tại khu phố Thái Bảo, phường Nam Sơn, thành phố Bắc Ninh, tỉnh Bắc Ninh, chùa nằm cách trung tâm thành phố Bắc Ninh khoảng 7 km về phía Đông Nam. Chùa được xây dựng từ thế kỷ XII thời nhà Lý. Nhà chùa là một chốn Tổ Phật giáo từ thời Phục hưng, thuộc chi phái Liên Tông, phái Thiền tông Trúc Lâm. Hiện nay, trụ trì của nhà chùa là Đại lão Hòa thượng Thích Thanh Dũng (thế danh Nghiêm Văn Dũng), ông cũng đang là Phó Pháp chủ kiêm Chánh Thư ký Hội đồng Chứng minh của Trung ương Giáo hội Phật giáo Việt Nam, Phó Trưởng ban Trị sự kiêm Trưởng ban Pháp chế GHPGVN tỉnh Bắc Ninh.

## Lịch sử

### Thời phong kiến
- Theo một số bảng giới thiệu tại chùa hiện nay thì chùa được khởi lập năm 1158 bởi Lý Quốc sư Nguyễn Minh Không dưới triều vua Lý Anh Tông.[note 2] Thời phong kiến chùa nằm ở xã Lãm Sơn Dương, tổng Lãm Sơn Nam, huyện Quế Dương, phủ Từ Sơn, trấn Kinh Bắc. Chùa được xây dựng sau chùa Dạm ở xã Lãm Sơn Trung gần đó khoảng hơn nửa thế kỷ và sau chùa Phật Tích ở Tiên Du khoảng một thế kỷ. Tuy nhiên, xét về quy mô và diện tích lúc đó thì chùa không được to lớn như chùa Dạm và chùa Phật Tích.
- Chùa nằm trên một khu đất có hình thể như 6 hiền sĩ hội tụ, thế tứ linh (long, ly, quy, phụng). Phía Đông Nam và Tây Nam là hình thể của phượng châu, quy bái. Phía Tây Bắc là quy phục uy nghi một dải Thần Long rủ đầu xuống ngôi chùa, vì thế nên mới gọi tên chùa là Hàm Long. Nhưng thời Lý - Trần, chùa Hàm Long chưa có quy mô kiến trúc lớn.
- Đến đầu thế kỷ XVIII thời Lê trung hưng, xuất hiện vị Trịnh Hòa thượng là con trai của Tấn Quang vương Trịnh Bính đến tu hành tại chùa, ngài có thế danh là Trịnh Thập, pháp danh là Như Trừng tự Lân Giác hiệu là Cứu Sinh, ngài là đệ tử của Thiền sư Chân Nguyên ở núi Yên Tử.[5] Vốn dĩ ngài là em trai của chúa Trịnh Cương và là phò mã của Thái thượng hoàng Lê Hy Tông. Tuy thân sống trong lầu son gác tía, mà tâm hằng gởi gắm trong cửa Thiền. Sau đó ngài xin triều đình cho thoát tục xuất gia, chuyển tư dinh ở huyện Thọ Xương thành chùa Liên Tông để tu hành (tức là chùa Liên Phái hiện nay).[note 3] Sau đó ngài cũng đến tu hành tại chùa Hàm Long, trong giai đoạn này chùa được trùng tu xây dựng quy mô lớn với nhiều công trình: tiền đường, tam bảo, tổ đường (nhà tổ), nhà tăng, vườn tháp,... Sinh thời, ngài sáng lập ra chi phái Liên Tông thuộc phái Thiền Trúc Lâm. Trước khi viên tịch, ngài chỉ định Thiền sư Tính Ngạn làm trụ trì chùa Hàm Long. Sau khi niết bàn (viên tịch) thì Thiền sư Như Trừng Lân Giác là vị Tổ sư thứ nhất trong số 18 vị tổ sư của chi phái Liên Tông được thờ tại chùa.
- Tháng 2 năm 1928 (niên hiệu Bảo Đại năm thứ 2), chùa được trùng tu với công sức đóng góp của tăng ni, phật tử đến từ 21 tỉnh trong cả nước. Điều này được ghi lại trong văn bia "Trùng tu Long Hạm tự bi" dựng vào ngày tốt tháng trọng xuân (仲春) tức tháng 2 năm Mậu Thìn.[6][note 4]

### Thời hiện đại
- Năm 1951, quần thể kiến trúc của chùa đã chịu tổn thất lớn do thực hiện chủ trương tiêu thổ kháng chiến của chính quyền Việt Minh. Vào giai đoạn này, khi phá chùa Dạm, tượng Nguyên phi Ỷ Lan và tượng vua Lý Nhân Tông được gửi vào chùa Hàm Long để bảo quản.
- Ngày 18 tháng 1 năm 1988, chùa được công nhận là Di tích Lịch sử - Văn hóa cấp quốc gia theo Quyết định số 28-VH/QĐ của Bộ Văn hóa do Thứ trưởng Nông Quốc Chấn ký phê duyệt. Chùa được công nhận cùng đợt với một số di tích khác trên địa bàn thành phố như Văn miếu Bắc Ninh, đền thờ danh y Nguyễn Phúc Xuyên hay Lăng mộ Quận công Bùi Nguyễn Thái,...[7] Sáu năm sau, chùa được trao bằng công nhận di tích do Bộ trưởng Trần Hoàn ký.

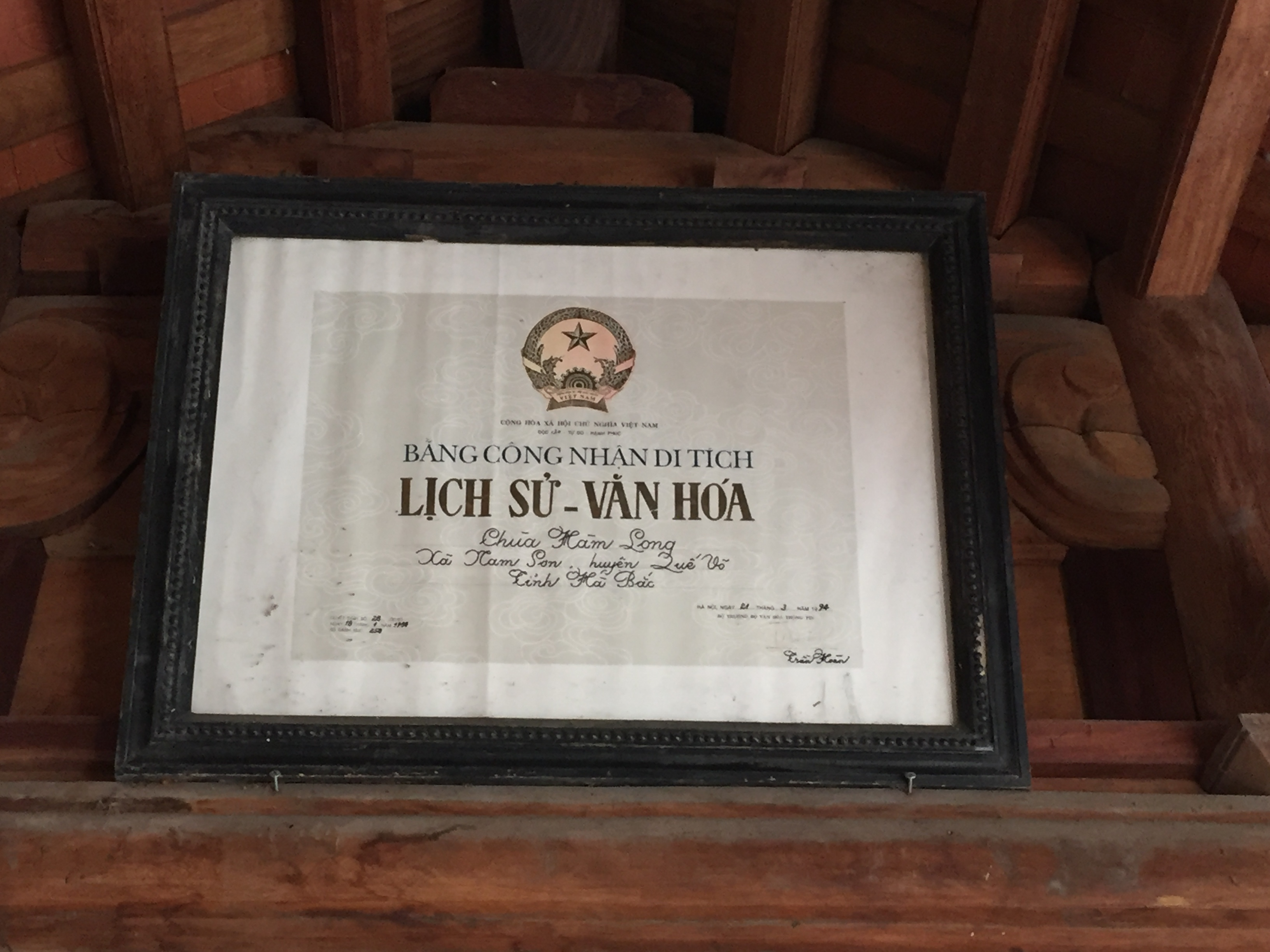
Bằng công nhận Di tích của Bộ Văn hóa - Thông tin cấp năm 1994

- Mãi đến thập niên 1990, dưới thời trụ trì mới Thích Thanh Dũng, chùa mới được trùng tu đáng kể:[note 5]
  - Năm 1995, ông cho trùng tu tổ đường.
  - Năm 1997, trùng tu thượng điện, tiền đường, xây lại 4 cây tháp trước cổng, 16 gian nhà khách và nhiều công trình khác.
- Cuối năm 2000, UBND tỉnh Bắc Ninh ra Quyết định thành lập Trường Trung cấp Phật học tỉnh Bắc Ninh, trường đặt trụ sở ở trong khuôn viên chùa Hàm Long.[8] Hiện nay, Thượng tọa Thích Thanh Trung đang là Hiệu trưởng của ngôi trường này.[4]
- Năm 2007, xã Nam Sơn cùng với một số xã khác của huyện Quế Võ được cắt về thành phố Bắc Ninh nên chùa chuyển về thuộc địa phận của thành phố Bắc Ninh và giữ nguyên đến hiện nay.[9]
- Ngày 20 tháng 3 năm 2014 (tức 20/02 năm Giáp Ngọ), Ban Trị sự GHPGVN tỉnh Bắc Ninh kết hợp với Tổ đình Hàm Long tổ chức Lễ Động thổ khởi công xây dựng công trình phụ trợ cho nhà chùa gồm Tam quan nội, hồ cảnh quan, chòi nghỉ, bãi đỗ xe,... với kinh phí khoảng 40 tỷ đồng.[10]
- Hàng năm, vào ngày 15 tháng 2 âm lịch, nhà chùa đều tổ chức lễ hội cho đông đảo phật tử và nhân dân tham gia.

## Kiến trúc

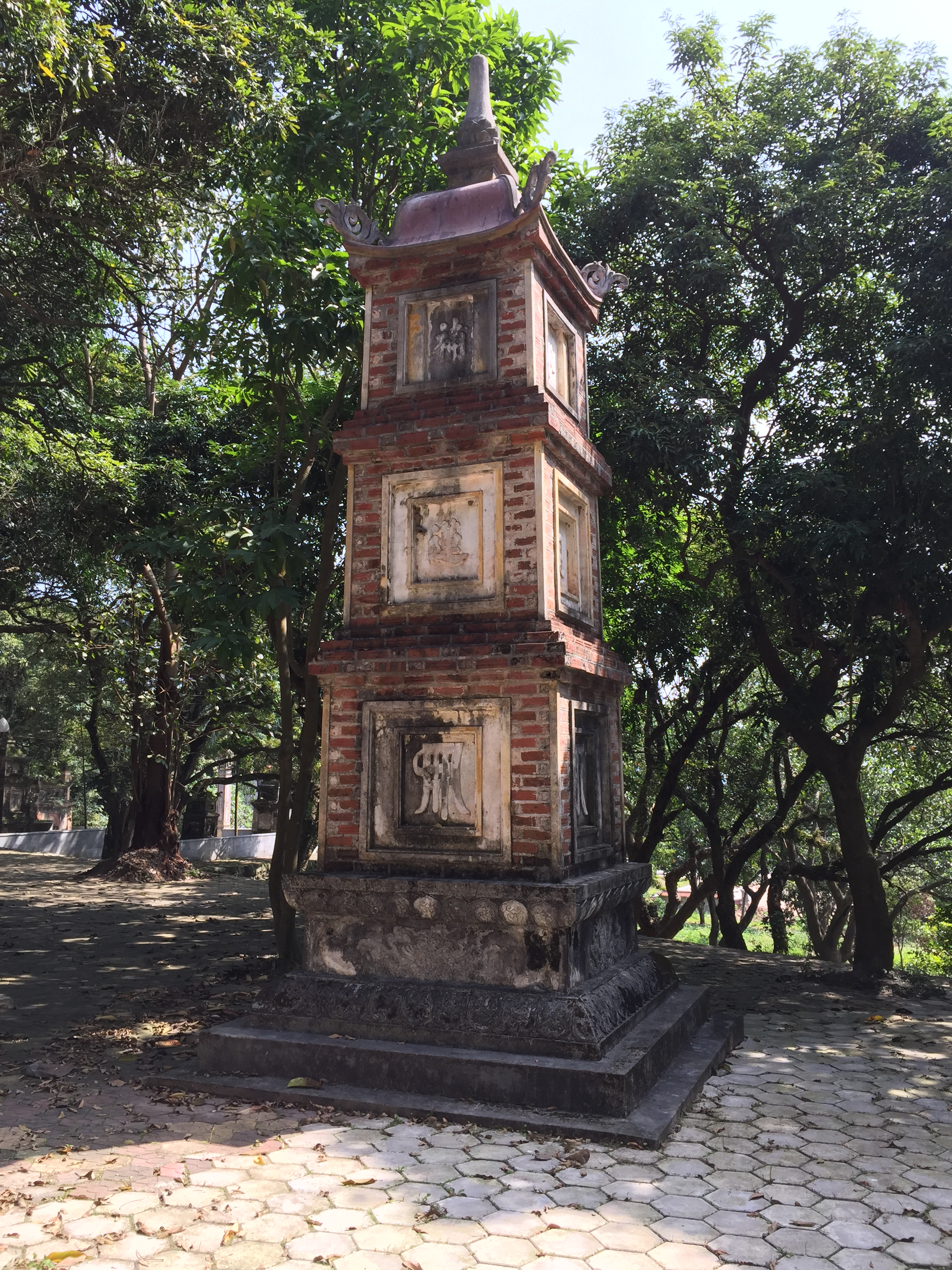
Tháp mộ cao nhất tại khu vườn tháp của nhà chùa

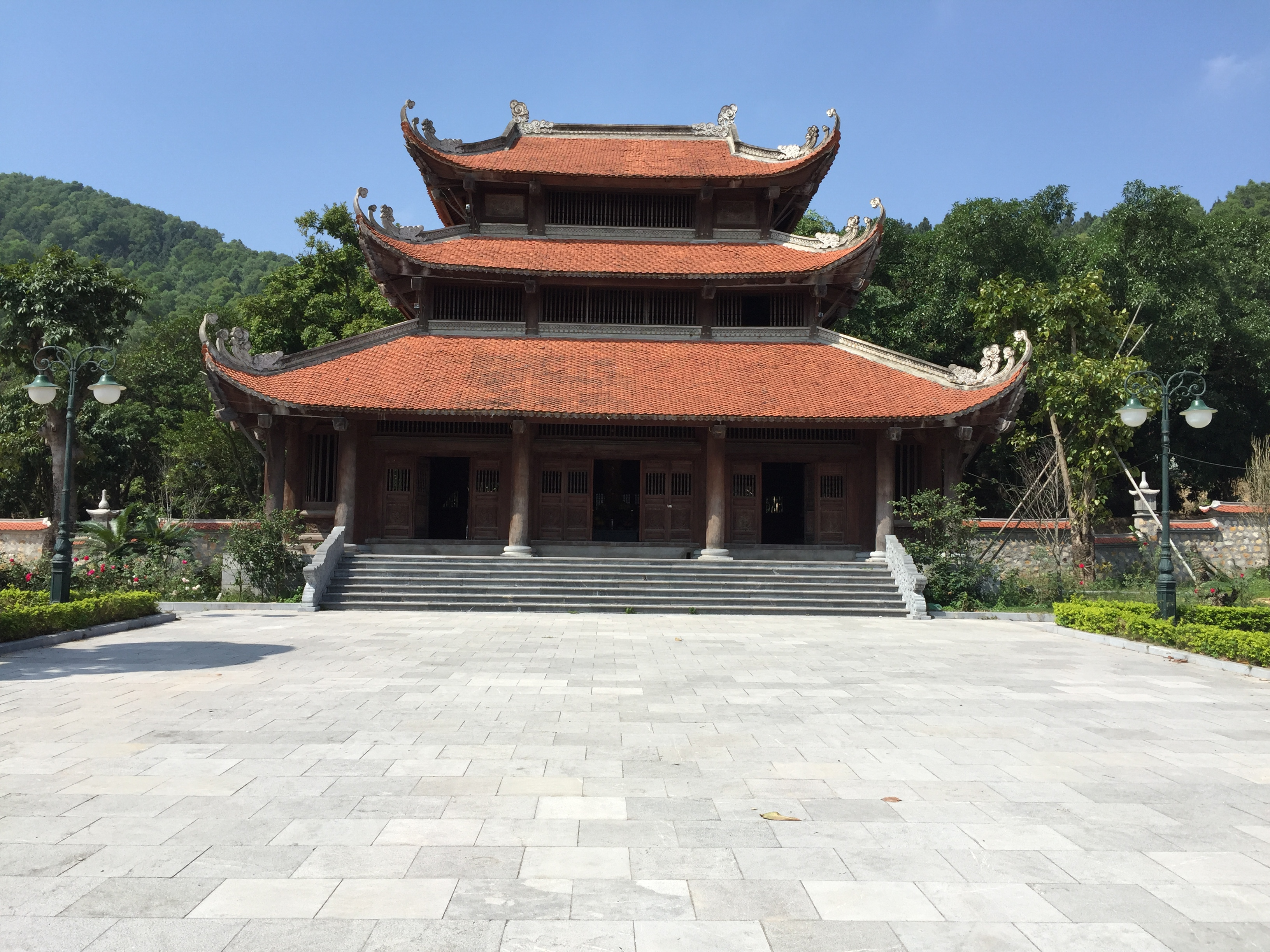
Nhà Tam quan mới được xây dựng

Hiện nay, chùa còn lưu giữ được một số tượng Phật cổ và 14 tháp mộ cổ từ thời Trần, Hậu Lê, Nguyễn. Trong đó có bốn pho tượng bằng đồng đặc sắc về cả thủ pháp nghệ thuật và kỹ thuật đúc đồng: tượng đức Phật Thích Ca cao 2,10 m; tượng A-nan và Ca-diếp cao 1,86 m (2 người trong số Thập đại đệ tử nổi tiếng của đức Phật); tượng Hoàng hậu Maya cao 1,58 m (mẹ của đức Phật). Các pho tượng đều được đúc đồng tại địa phương, mang thần thái rất ung dung tự tại, khiến cho mọi du khách đều cảm thấy nhẹ nhàng, thanh thản mỗi khi thăm viếng cảnh chùa.
Ngoài ra, một số cặp câu đối còn lưu giữ tại chùa có thể phản ánh tâm thức Phật giáo của người dân vùng Bắc Ninh và phần nào hiểu được hành trình lịch sử mà chùa đã trải qua. Có thể kể đến một số cặp sau:
- Ở nhà tiền đường, trên hai cột xây gạch:[12]

保嶺奇觀龍鳳龜麟鍾秀氣 

含談曆史東西南北說名藍
Phiên âm:
Bảo lĩnh kỳ quan long, phượng, quy, lân chung tú khí. 

Hàm đàm lịch sử đông, tây, nam, bắc thuyết danh lam.
Tạm dịch:
Núi quý kỳ quan Long, Phượng, Quy, Lân làm nên tú khí. 

Bàn trong lịch sử Đông, Tây, Nam, Bắc nổi tiếng danh lam.
- Tại hai cột đồng trụ phía trước Ly trần viện:

阮國师修真伊然佛迹 
 
鄭覺祖救劫自在神孚
Phiên âm:
Nguyễn Quốc sư tu chân y nhiên Phật Tích. 

Trịnh Giác tổ cứu kiếp tự tại Thần Phù.
Tạm dịch:
Nguyễn Minh Không Quốc sư tu hành vẫn còn dấu xưa trên chùa Phật Tích. 

Trịnh Hòa thượng Giác tổ cứu đời còn lưu bóng dáng cửa Thần Phù.
- Tại Hậu cung của Ly trần viện:

始開山於龍頷柱持鍾遇孔路國师之心法界當春而神接並域 

初化盈於蓮派之禪中受戒珠安子之宗封繼措下於佛迹名篮 

(男子冬; 孝靈九年造, 本邑茂材撰)
Phiên âm:
Thủy khai sơn ư Long Hạm trụ trì chung ngộ Khổng Lộ quốc sư chi tâm pháp giới đương xuân nhi thần tiếp tịnh vực.

Sơ hóa doanh ư Liên Phái chi thiền trung thụ giới, Châu An Tử chi tông phong kế thố ư Phật Tích danh lam.

(Giáp Tý đông, Hiếu Linh cửu niên tạo; bản ấp Mậu Tài soạn).

## Nhốt trùng
Một điều khá đặc biệt là chùa Hàm Long được coi như một trung tâm nhốt "trùng" lớn nhất cả nước. Tương truyền, từ ngày xưa, các vị chư tăng ở đây đã có những phương pháp trấn "trùng" rất huyền bí mà hiệu quả. Người ta lưu truyền về một nơi "nhốt trùng" an toàn nhất là chùa Hàm Long.
Sở dĩ chùa Hàm Long được dân gian cho là nơi có khả năng "nhốt trùng" vì dưới thời Tổ Như Trừng, ngài thấy chúng sinh quá lo sợ vì những cái chết liên tục trong gia đình, dòng họ mà nay ta gọi là "trùng tang", ngài đã phát tâm viết bộ kinh Thập nguyện cứu sinh để tụng trì và bộ ván in khắc phù giải, giúp cho những vong hồn được siêu linh. Năm 1737, sau khi viên tịch, di sản của ngài được để lại trong 2 ngọn tháp: tháp xây gạch chứa xá lợi của ngài, còn tháp bằng đá gọi là tháp tổ Như Trừng Lân Giác (Cứu Sinh) chứa công phu tu tập cả đời của ngài.

## Quy hoạch

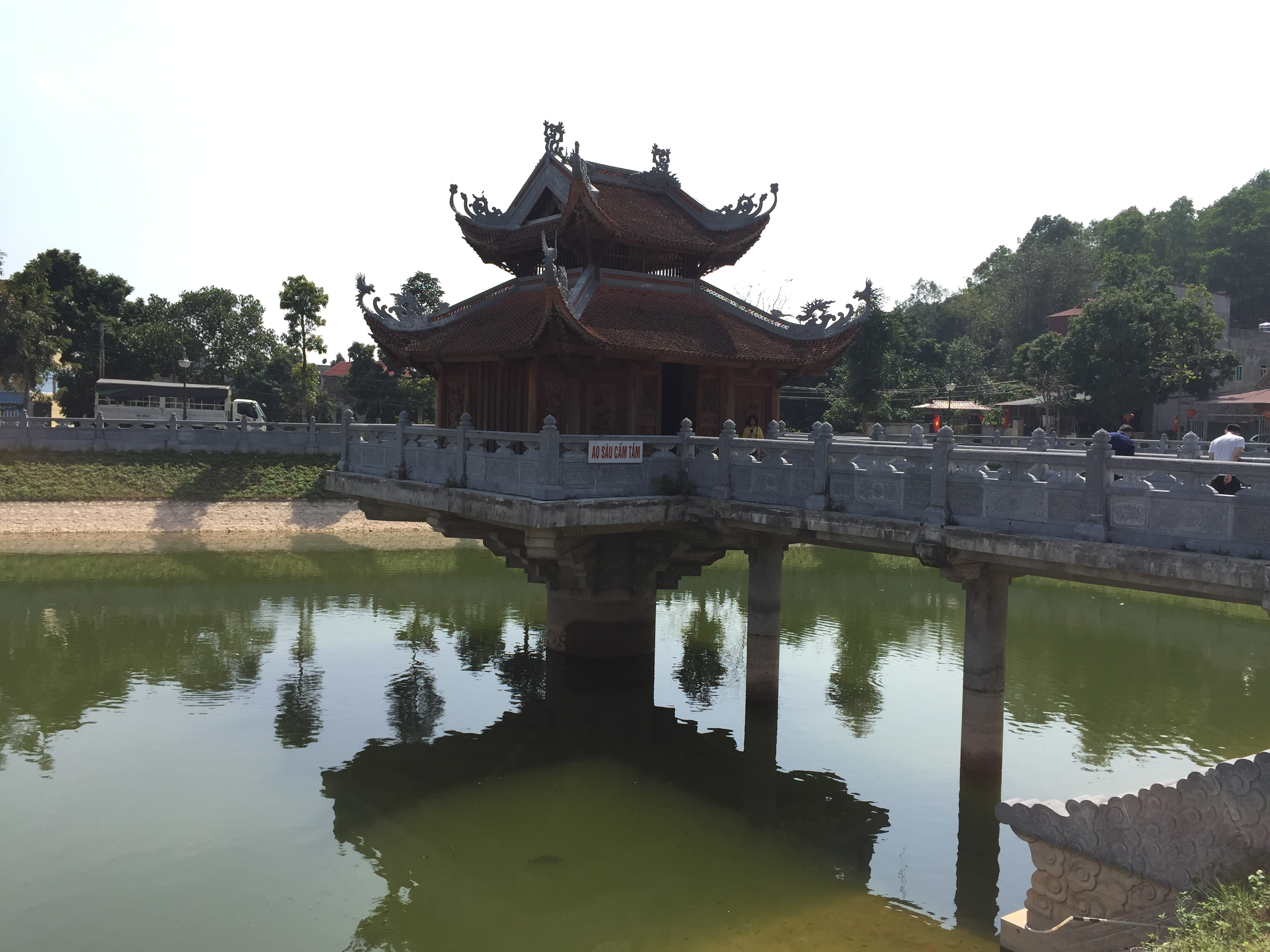
Nhà thủy tạ mới được xây dựng

Ngày 10 tháng 6 năm 2016, Phó Chủ tịch UBND tỉnh Nguyễn Văn Phong ký phê duyệt Quyết định số 659/QĐ-UBND về việc Phê duyệt Quy hoạch tổng thể bảo quản, tu bổ, phục hồi Cụm di tích Chùa Dạm - Chùa Hàm Long. Căn cứ theo Quyết định đó, khu vực chùa Hàm Long được chia thành 2 phân khu bảo vệ:
- Khu vực bảo vệ 1 rộng 0,98 ha được xác định là toàn bộ khuôn viên chùa hiện nay và khu vườn tháp cổ thời phong kiến. Với tinh thần là sẽ được giữ nguyên trạng và tu bổ, sửa chữa nhũng hư hỏng, xuống cấp nhưng phải tuyệt đối tuân thủ nguyên tắc bảo tồn di tích. Một số hạng mục cần tu bổ như: Tam quan, nhà trai, hành lang nối giữa nhà Tổ với đền thờ Nguyên phi Ỷ Lan và nhà Tam bảo,...
- Khu vực bảo vệ 2 rộng 1,61 ha là khu vực tiếp giáp, phía trước chùa được quy hoạch xây dựng mới để phát huy giá trị di tích gồm: tam quan nội, tam quan ngoại, bãi đỗ xe, hồ cảnh quan,... và hệ thống đường giao thông tiếp cận.

## Hình ảnh

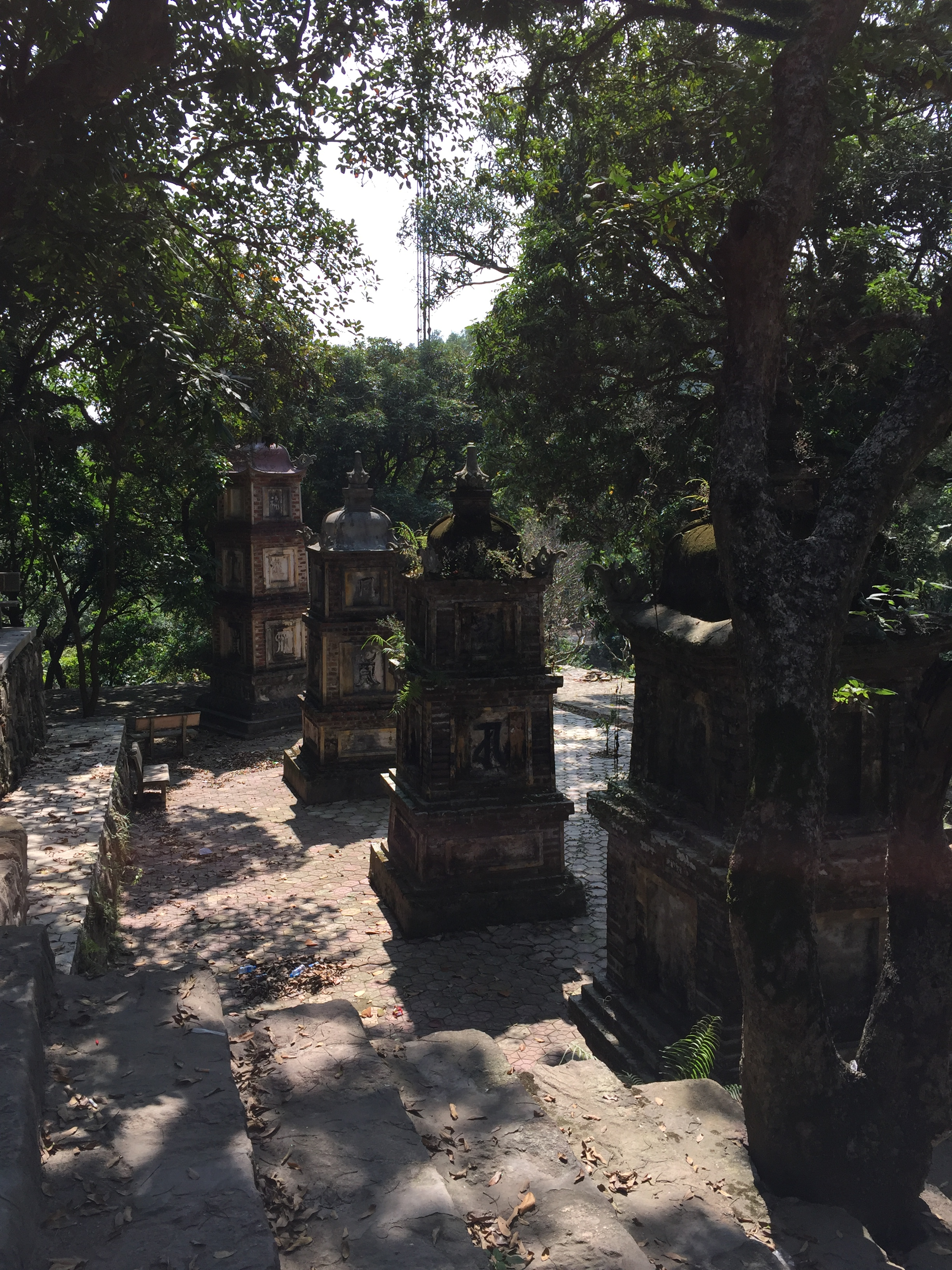
Khu vườn tháp phía trước cổng chùa